# Prinzeninseln (Istanbul)

Übersichtskarte

Die Prinzeninseln (türkisch Prens Adaları, meist nur Adalar, griechisch Πριγκηπόννησα) sind eine kleine Inselgruppe im Marmarameer in einer Entfernung von 10 bis 23 Kilometern südöstlich des Bosporus. Zugleich sind sie ein Stadtbezirk auf der asiatischen Seite der türkischen Millionenstadt İstanbul und damit ein Landkreis der Provinz Istanbul, die seit 1984 eine Großstadtgemeinde (Büyükşehir belediyesi İstanbul) ist. Seit der Gebietsreform ab 2013 ist die Gemeinde flächen- und einwohnermäßig identisch mit dem Landkreis.
Seit der byzantinischen Zeit lebten hier in zahlreichen Klöstern christlich orthodoxe Mönchsgemeinschaften und Verbannte.

## Namensbedeutung
In der Antike wurden die Inseln Demonsia (Volksinseln) genannt. Im 6. Jahrhundert, als Kaiser Justinian I. seinem Neffen Justin II. gestattete, einen Palast als Wohnsitz auf der größten Insel der Gruppe zu errichten, erhielt die Hauptinsel den Namen Insel des Prinzen (gr. Νήσος του Πρίγκηπου – Nisos tou Prinkipou) beziehungsweise Prinzeninsel (gr. Πριγκηπόννησος). Mit der Zeit wurde die ganze Inselgruppe als Prinzeninseln benannt, zumal sie schon damals häufig als Verbannungsort von Fürsten und Fürstenkindern diente.
Von der größten Insel verblieb zuletzt vom obengenannten Namen nur der Hauptteil Prinkipos (gr. Πρίγκηπος), wie sie heute noch auf Griechisch heißt.
Unter den Osmanen wurden ab der Regierungszeit von Mehmed III. (1595 bis 1603) die Prinzen nicht mehr beim Herrschaftsantritt des jeweiligen Regenten getötet, sondern nun ebenfalls unter anderem auf den Prinzeninseln lebenslang unter strengen Hausarrest gestellt.

## Inseln
Zur Inselgruppe und zum Landkreis Adalar gehören neun Inseln, von denen vier ständig bewohnt sind. Sitz der Verwaltung ist Büyükada.
| Insel                                                    | griechischer Name                                           | Fläche km² | Gipfel       | Höhe m | Bevölkerung |
| -------------------------------------------------------- | ----------------------------------------------------------- | ---------- | ------------ | ------ | ----------- |
| Büyükada                                                 | Πρίγκηπος (Pringipos)                                       | 5,400      | Yücetepe     | 203    | 7.335       |
| Heybeliada                                               | Χάλκη (Chalki)                                              | 2,300      | Değirmentepe | 136    | 5.529       |
| Burgazada                                                | Αντιγόνη (Adigoni/Αntigone)                                 | 1,500      | Bayraktepe   | 170    | 1.578       |
| Kınalıada                                                | Πρώτη (Proti)                                               | 1,300      | Çınartepe    | 115    | 3.318       |
| Sedef Adası (Perleninsel)                                | Αντιρόβυθος (Adirovithos) Τερέβινθος (Terevinthos)          | 0,157      |              | 55     | -           |
| Yassıada                                                 | Πλάτη (Plati)                                               | 0,050      |              | 46     | -           |
| Sivriada                                                 | Οξειά (Oxia)                                                | 0,050      |              | 90     | -           |
| Tavşan Adası (Kanincheninsel)                            | Νέανδρος (Neandros)                                         | 0,004      |              | 40     | -           |
| Kaşık Adası (Löffelinsel)                                | Πίτα (Pita)                                                 | 0,008      |              | 13     | -           |
| Prens Adaları (Prinzeninseln) Kızıl Adalar (Rote Inseln) | Πριγκηπόννησα (Pringiponnisa) Πριγκηπονήσια (Pringiponisia) | 10,77      | Yücetepe     | 203    | 17.760      |

Auf der größten Insel, Büyükada, befindet sich das im 10. Jahrhundert gegründete Georgskloster und der Großteil der heute unter Denkmalschutz stehenden Sommervillen. Ehemals waren sie ganz den Griechen überlassen, sodass kein Türke dort wohnen durfte. Kaiserin Irene, die Witwe Leos IV., lebte nach ihrem Sturz hier als Verbannte für einige Wochen, später auch Trotzki. Auf der Insel befindet sich auch das Griechische Waisenhaus mit einer Größe von 20.000 Quadratmetern. Nachdem der türkische Staat das Gebäude beschlagnahmt hatte, entschied der Europäische Gerichtshof für Menschenrechte, dass das Waisenhaus an das Patriarchat von Konstantinopel zurückzugeben sei.
Auf Heybeli Ada (griechisch Chalki) liegt das Priesterseminar der griechisch-orthodoxen Kirche, das dem Ökumenischen Patriarchat von Konstantinopel untersteht. Seit 1971 dürfen aufgrund eines Konfliktes zwischen der türkischen Regierung mit dem Ökumenischen Patriarch von Konstantinopel keine Seminaristen mehr ausgebildet werden. Die türkische Regierung bot einen formellen Anschluss an die Religiöse Fakultät der Universität Istanbul an, doch das Patriarchat bestand auf Unabhängigkeit. Die Bibliothek ist weiterhin geöffnet. Bereits der demokratische US-amerikanische Präsidentschaftskandidat Barack Obama hatte in einem Interview mit Voice of America an die türkische Regierung appelliert, die Rechte des Ökumenischen Patriarchats zu garantieren. Insbesondere forderte Obama die Regierung in Ankara auf, dem Patriarchat enteignete Immobilien zurückzugeben und die Wiedereröffnung der Theologischen Fakultät und des Priesterseminars auf der Insel Chalki zu ermöglichen.
Bis in das frühe 11. Jahrhundert gab es mit Vordones (griechisch Βόρδωνες, in osmanischen Quellen später mit Vordonisi bezeichnet) noch eine 10. Insel in dieser Gruppe. Im Jahre 1010 versank diese bei einem Erdbeben. Auf ihr befand sich ebenfalls ein byzantinisches Kloster.